# Koslow-Pfeifhase
Der Koslow-Pfeifhase (Ochotona koslowi) ist eine Säugetierart aus der Familie der Pfeifhasen (Ochotonidae) innerhalb der Hasenartigen (Lagomorpha). Ihr Verbreitungsgebiet ist auf einzelne Gebiete am Kunlun in der chinesischen Tundra beschränkt.

## Merkmale
Der Koslow-Pfeifhase ist ein großer Pfeifhase mit einer Körperlänge von 22 bis 24 Zentimetern bei einem Gewicht von 150 bis 180 Gramm. Er hat im Sommer ein einfarbig helles, weißliches bis gelbbraunes Fell mit einer weinroten Rückenfärbung. Die Bauchseite ist mit einem dicken, gelb- oder grauweißen Fell bedeckt. Im Winter ist die Rückenfärbung ebenso wie die restliche Körperfärbung gelbweiß. Die Dicke und auch die Dichte des Fells ist bei dieser Art größer als bei allen anderen Arten der Pfeifhasen. Die Ohren erreichen eine Länge von 16 bis 20 Millimeter und sind gelbweiß mit weißlicher Umrandung.
Der Schädel unterscheidet sich deutlich von dem anderer Pfeifhasen: Er ist sehr stark gekrümmt und besitzt eine sehr schmale interorbitale Region sowie eine kurze Schnauze mit vergleichsweise breiten und kurzen Nasenbeinen.

## Verbreitung

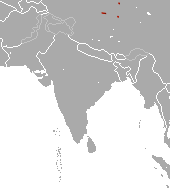
Verbreitungsgebiet von Ochotona koslowi

Der Koslow-Pfeifhase ist endemisch in der Volksrepublik China. Innerhalb des sehr begrenzten Gebiets ist das Verbreitungsgebiet stark fragmentiert und konzentriert sich auf drei bekannte Regionen der chinesischen Tundra. Der Fundort des Typusexemplars der wissenschaftlichen Erstbeschreibung wurde als „Valley of the Winds“ (deutsch: „Tal der Winde“) angegeben und befand sich wahrscheinlich im zentralen bis westlichen Kunlun nahe der Grenze der Provinzen Qinghai, Xizang und Xinjiang. Zudem kommt die Art südöstlich des Berges Mount Kongke im Übergang des Kunlun zum Kala-Kunlun sowie im Arjin Mountain Nature Reserve vor. Neueren Untersuchungen entsprechend liegen die Verbreitungsgebiete innerhalb eines Gebietes zwischen Aqik-See, Yueya-Fluss und Tuzi-See in einem 800 Kilometer langen Ost-West-Streifen parallel zu den Kala-Kunlun-Bergen.

## Lebensweise
Über die Lebensweise dieses Pfeifhasen liegen nur sehr wenige Informationen vor. Er lebt auf sandigen Bergwiesen in Höhen zwischen 4200 und 4800 Metern. Die Vegetation ist geprägt durch kältetolerante Gräser wie Carex moocroftii und Stipa purpurea. Ochotona koslowi ist weitgehend tagaktiv und ernährt sich generalistisch von Pflanzen, wobei die bevorzugten Pflanzen unter anderem Oxytropis falcate, Androsace acrolasia und Myricaria prostrata sind. Er gräbt flache Bauten von maximal 30 bis 40 Zentimeter Tiefe und lebt gesellig in Familiengruppen in größeren Dichten von 44 bis 152 Bauten pro Hektar.
Im Gegensatz zu anderen Arten pflanzt sich diese Art nur wenig fort. Die Weibchen bekommen nur einen Wurf pro Jahr mit vier bis acht Jungtieren pro Wurf; sie sind mit 8 Zitzen ausgestattet, wobei das erste Paar vor den Vorderbeinen liegt.

## Systematik
Der Koslow-Pfeifhase wurde als eigenständige Art den Pfeifhasen (Gattung Ochotona) und der Untergattung Conothoa zugeordnet, Unterarten sind nicht bekannt. Aufgrund von molekularen Daten wurde Ochotona ladacensis als Schwesterart von O. koslowi beschrieben.
Die Art wurde nach dem russischen Entdecker Pjotr Koslow benannt.

## Gefährdung und Schutz
Die Art wird von der International Union for Conservation of Nature and Natural Resources (IUCN) aufgrund ihres sehr begrenzten Verbreitungsgebietes von weniger als 5000 Quadratkilometern und des starken Rückgangs der Populationen und nutzbaren Habitate als bedroht (endangered) eingestuft. Nach der Erstbeschreibung 1884 wurde die Art bis in die 1980er nicht mehr dokumentiert und sie ist auch heute nur von wenigen Fundorten bekannt.

## Belege
1. 1 2 3 4 5 6 7 8 9  Koslov’s Pika. In: Andrew T. Smith, Yan Xie: A Guide to the Mammals of China. Princeton University Press, 2008; S. 282–283. ISBN 978-0-691-09984-2.
2. 1 2 3 4 5  Joseph A. Chapman, John E. C. Flux (Hrsg.): Rabbits, Hares and Pikas. Status Survey and Conservation Action Plan. (PDF; 11,3 MB) International Union for Conservation of Nature and Natural Resources (IUCN), Gland 1990; S. 37. ISBN 2-8317-0019-1.
3. 1 2 3 4 5 6  Ochotona koslowi in der Roten Liste gefährdeter Arten der IUCN 2012.2. Eingestellt von: Andrew T. Smith, C. H. Johnston, 2008. Abgerufen am 29. Dezember 2012.
4. 1 2  Don E. Wilson & DeeAnn M. Reeder (Hrsg.): Ochotona koslowi in Mammal Species of the World. A Taxonomic and Geographic Reference (3rd ed).
5. ↑  Bo Beolens, Michael Watkins, Michael Grayson: The Eponym Dictionary of Mammals. Johns Hopkins University Press, Baltimore 2009, ISBN 978-0-8018-9304-9, S. 229. (Google Books)